# Poinson-lès-Grancey
Poinson-lès-Grancey település Franciaországban, Haute-Marne megyében. Lakosainak száma 58 fő (2022. január 1.). Poinson-lès-Grancey Beneuvre, Bure-les-Templiers, Grancey-le-Château-Neuvelle, Poinsenot és Villars-Santenoge községekkel határos.

## Népesség
A település népességének változása:
| Lakosok száma | 71   | 71   | 85   | 60   | 50   | 43   | 45   | 55   | 56   | 58   |
|               | 1968 | 1982 | 1990 | 2006 | 2013 | 2015 | 2017 | 2019 | 2020 | 2022 |